# Friedrich Bolte
Friedrich Bolte (nascido em 7 de dezembro de 1896 em Schaapsen, Gemeinde Ochtmannien; morreu em 23 de novembro de 1959 em Neubruchhausen, Landkreis Diepholz) foi um político alemão. Ele juntou-se ao Partido Nazi (NSDAP) em 1933.